# Скалярная величина
Эта статья о физическом понятии. О более общем значении термина, см. статью Скаляр
Скаля́рная величина́ (от лат. scalaris «ступенчатый») в физике — величина, каждое значение которой может быть выражено одним (как правило, действительным) числом. То есть скалярная величина определяется только значением, в отличие от вектора, который, кроме значения, имеет направление. К скалярным величинам относятся длина, площадь, время, температура, электрический заряд, работа, статистический вес и т. д.
Скалярная величина также называется скаляром. Термин «скаляр» был введён У. Гамильтоном в 1843 году.
Следует различать скаляр и 4-скаляр. Ключевым свойством последних является инвариантность относительно преобразований системы отсчёта. Например, длина всегда выражается одним числом. При этом длина является скаляром (инвариантом) в нерелятивистской механике, но не является 4-скаляром в релятивистской механике.